# Izvorul din satul Plop
Izvorul din satul Plop (cunoscut și sub denumirea de „Izvoarele satului Plop”) este un monument al naturii de tip hidrologic în raionul Dondușeni, Republica Moldova. Este amplasat în partea centrală a satului Plop. Ocupă o suprafață de 2 ha, sau 2,22 ha conform unor aprecieri recente. Obiectul este administrat de Primăria satului Plop.

## Descriere
Izvorul este compus din mai multe surse de apă amplasate foarte aproape una de alta. Este amplasat în lunca râului Cubolta, la poalele unei pante abrupte calcaroase de origine sarmatică. Aici funcționează și o stație de pompare, de unde apa ajunge la o linie de îmbuteliere aflată la aprox. 30 m în amonte.
Punctul de colectare a apei este bine amenajat (reabilitat în anii 2010 din surse locale și extrabugetare), aici fiind ridicate mici construcții din piatră de Cosăuți, acoperite cu țiglă roșie. În preajmă cresc 7 arbori de salcie cu diametrul tulpinii de 1-1,2 m. Peste Cubolta este amenajat un podeț.
Izvorul are apă rece, este oligomineral după gradul de mineralizare și descendent de strat din punct de vedere geologic. După compoziția chimică este un izvor cu apă hidrocarbonat-sulfatată–sodiu-calciu-magnezică (HCO3 – SO4; Na – Ca – Mg). Apa este potabilă, fără miros, incoloră, neutră (pH 7,3). Duritatea apei este de 8 mg/l, depășind valoarea maxim admisă de 7 mg/l. Nivelul de poluare cu nitrați este de 20 mg/l, ceea ce reprezintă 40% din concentrația maxim admisă.

## Statut de protecție
Izvorul este un obiect hidrologic de valoare națională, cu debit foarte mare, de 120 l/min. Reprezintă principala sursă de apă a locuitorilor unei mahalale din Plop. Impactul antropic este redus: cele mai apropiate case de locuit se află la cca 20 m de izvor, iar pășunatul animalelor se practică rar.
Din 1998, izvorul beneficiază de statutul de monument al naturii, conform Legii nr. 1538 privind fondul ariior naturale protejate de stat. În anexele legii, se atestă că acesta aparținea Întreprinderii Agricole „Patria”. Între timp, el a trecut la balanța Primăriei satului Plop.
Pentru ameliorarea situației ecologice, se recomandă întreprinderea unor măsuri de înverzire a terenului adiacent, montarea unui uluc de scurgere a apei spre râu și instalarea unui panou informativ.

## Galerie de imagini

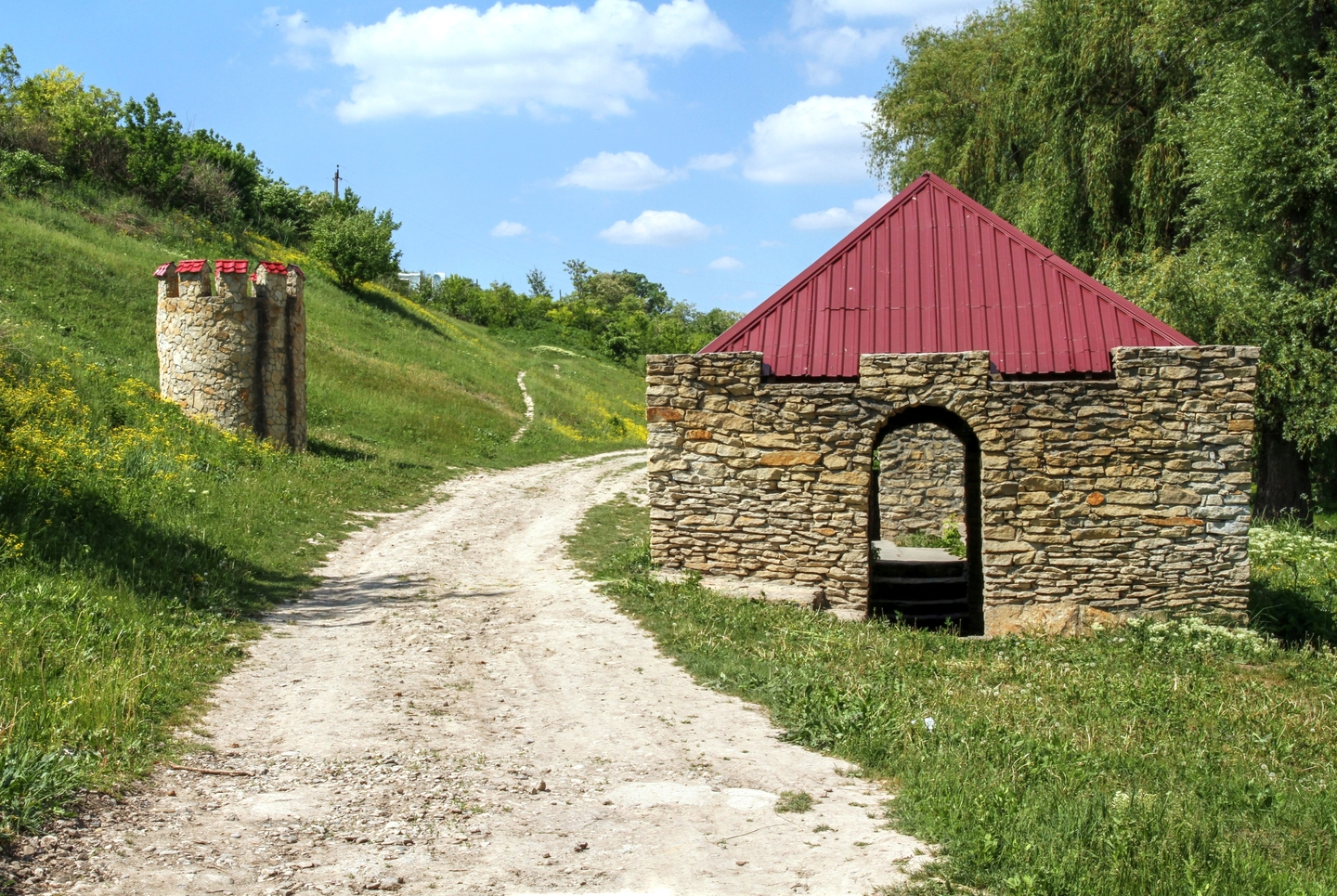
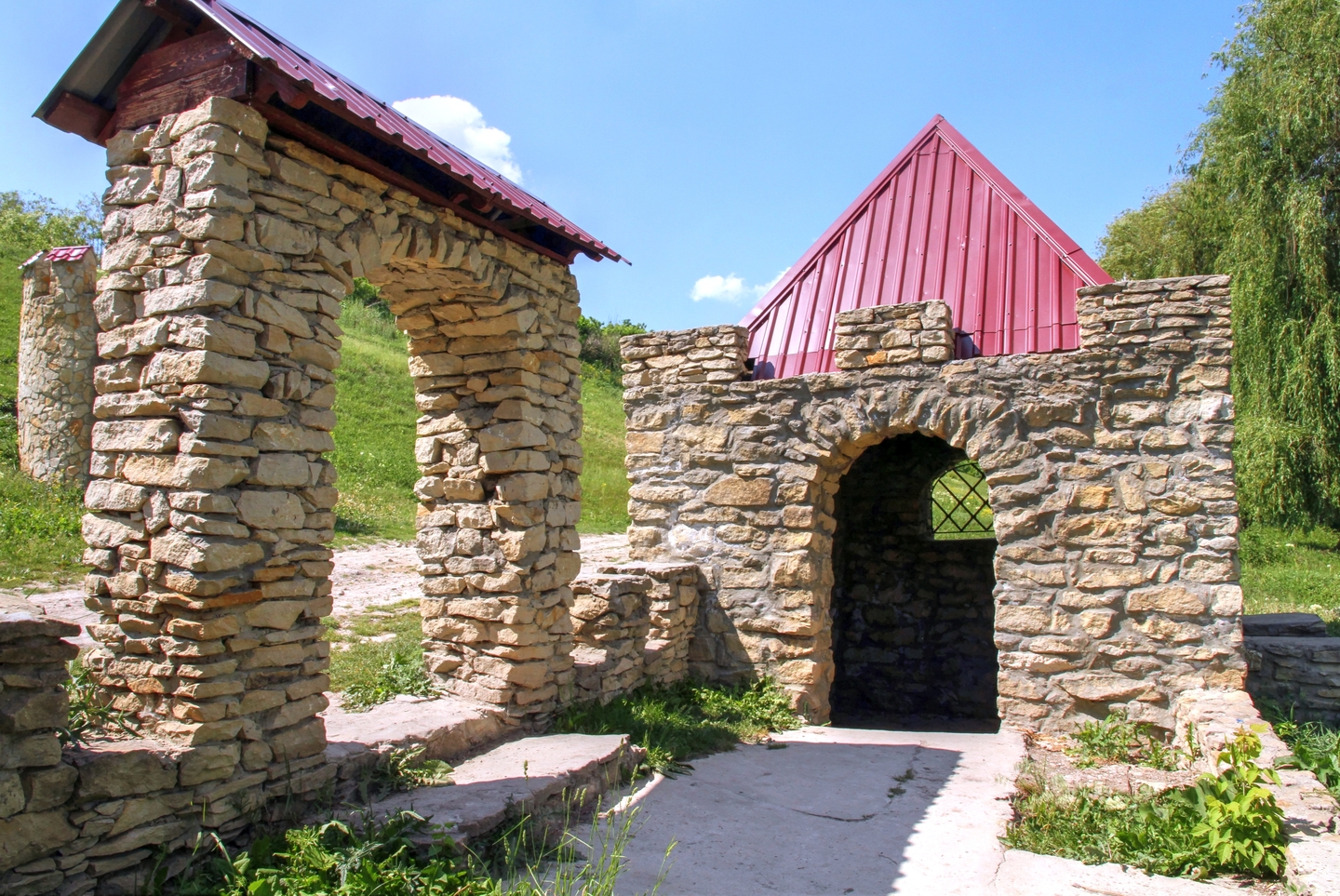
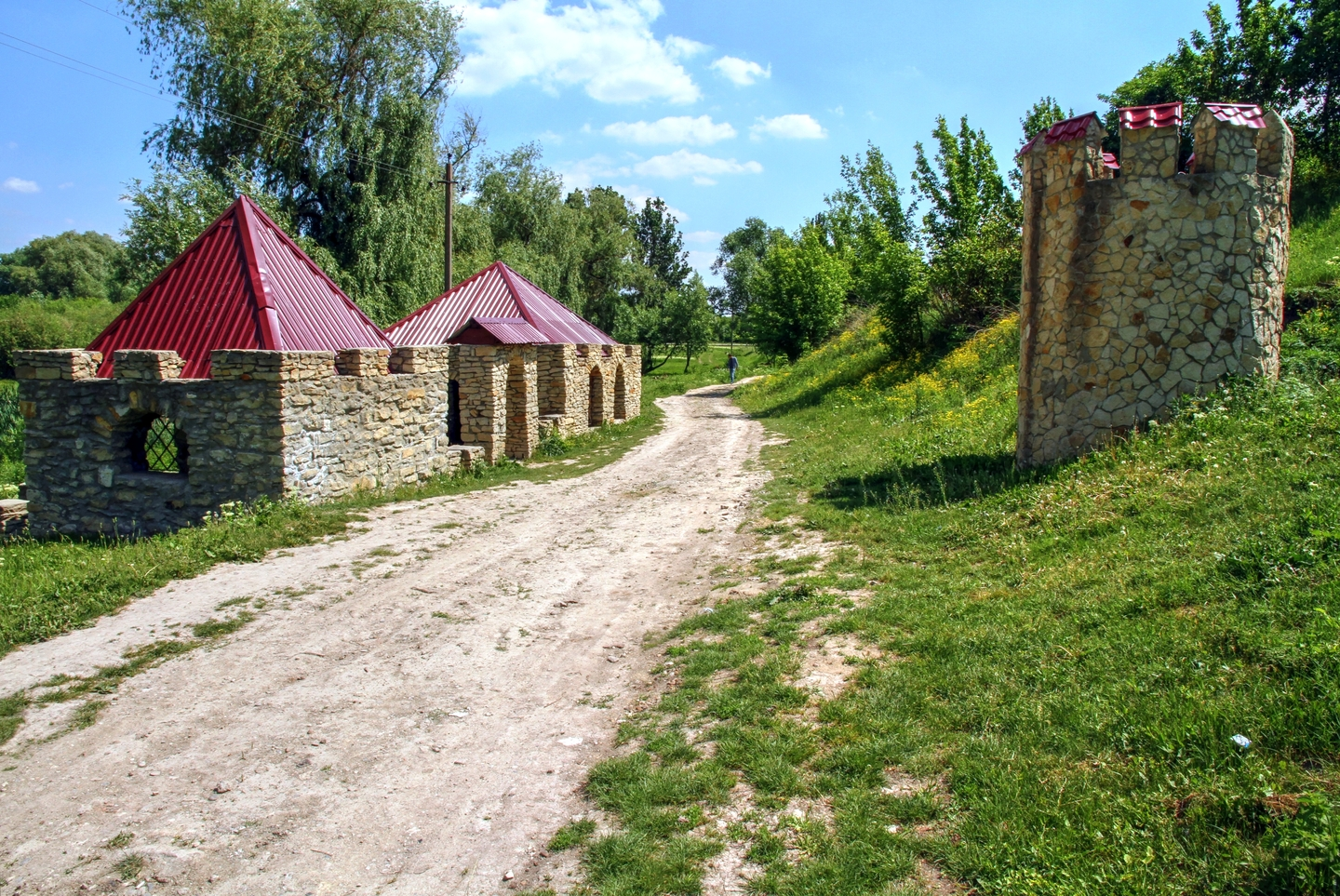
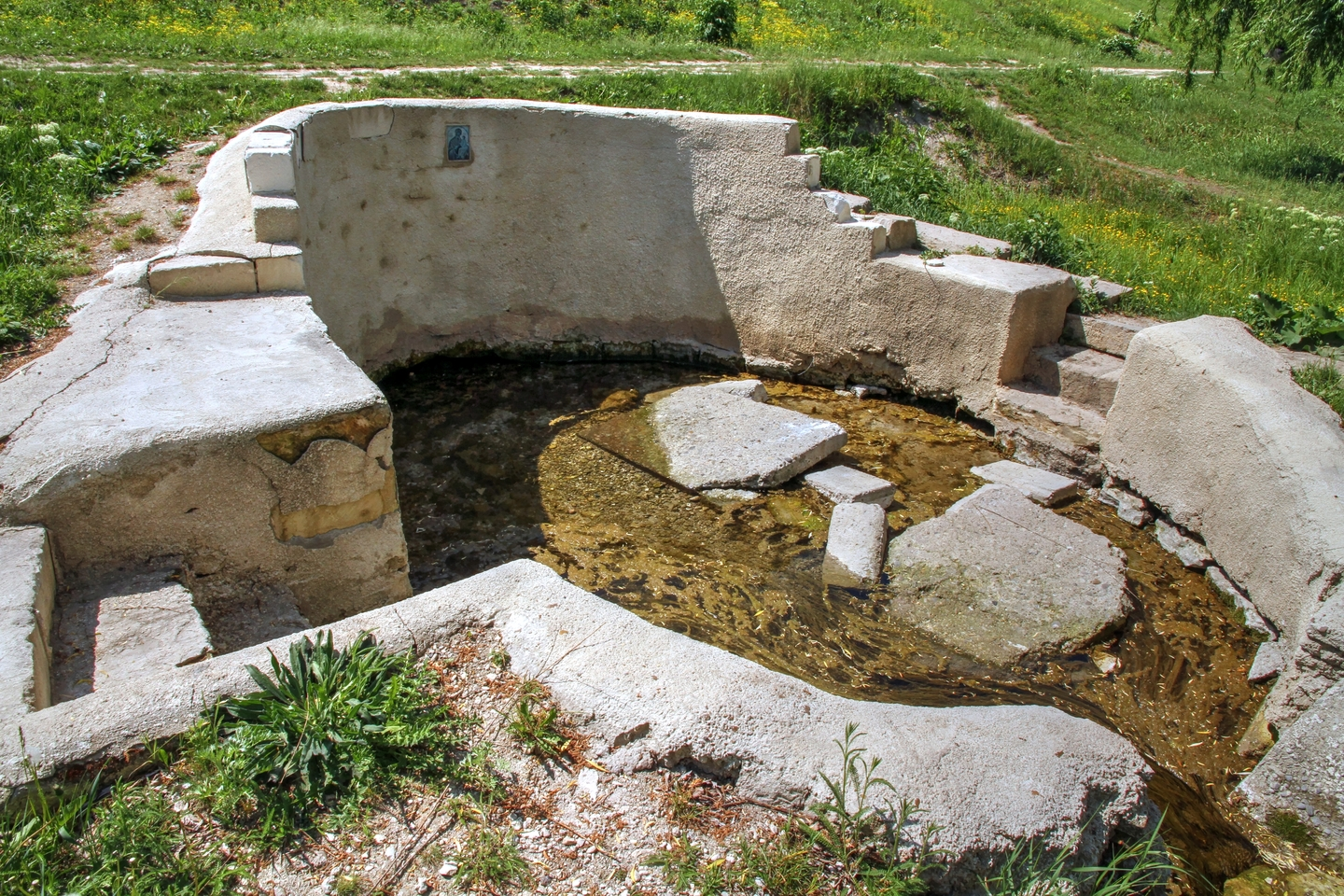
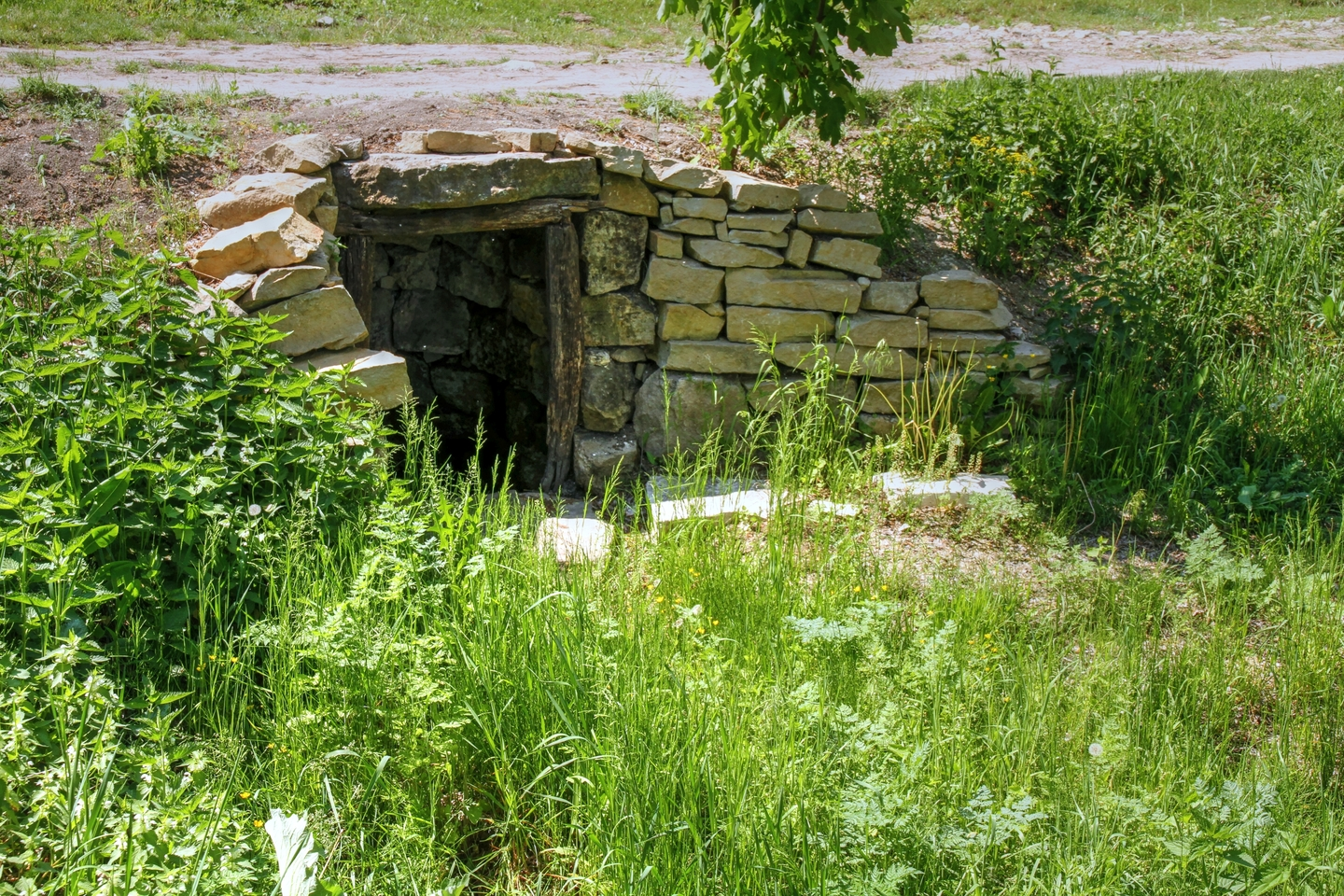
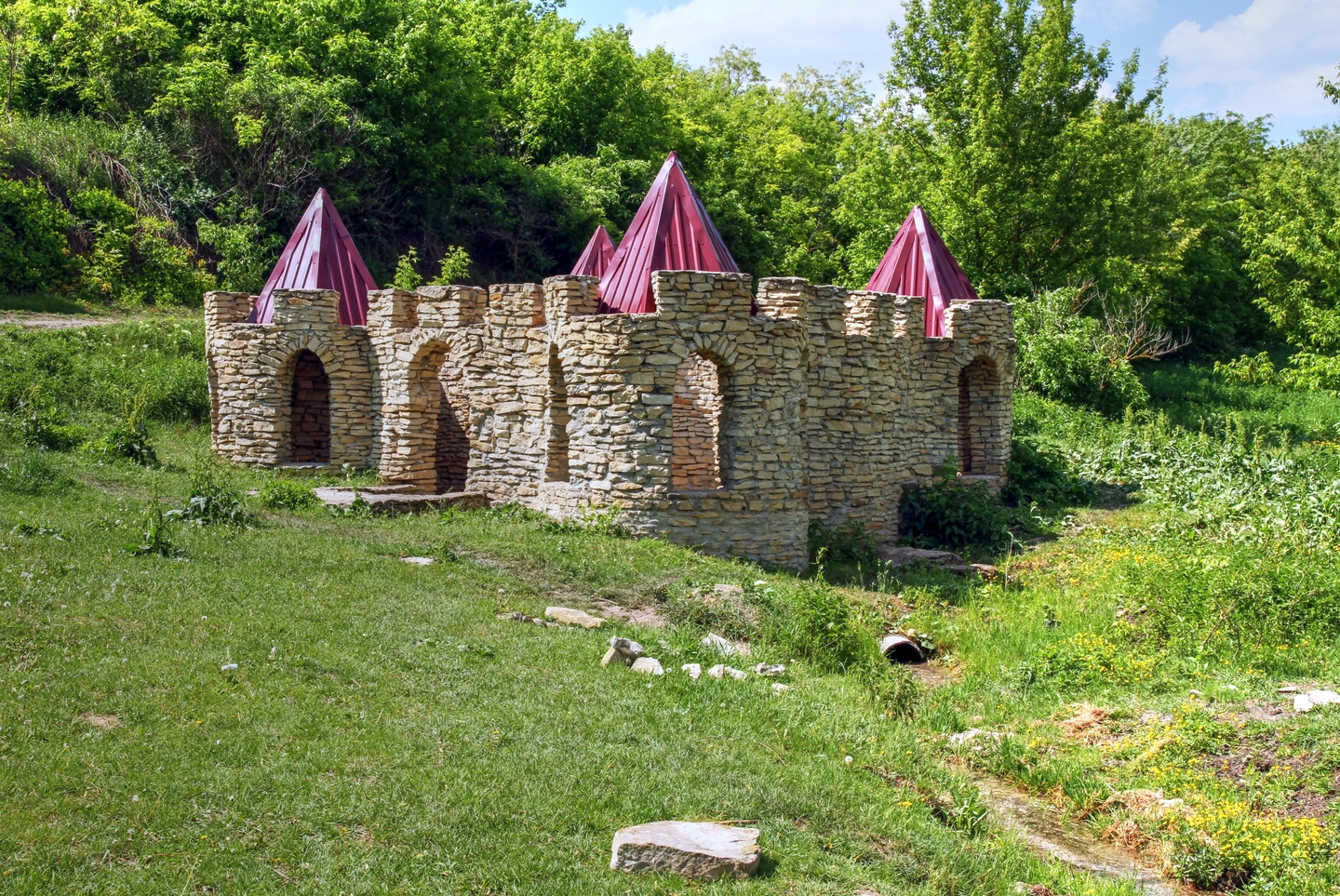